# Ototylomys phyllotis
Ototylomys phyllotis é um roedor arbóreo também conhecido como rato-do-monte.
Pode ser encontrado no México, Belize, El Salvador, Guatemala, Honduras, Nicarágua e Costa Rica.